# Košátecký potok
Der Košátecký potok ist ein rechter Nebenfluss der Elbe in Tschechien.

## Verlauf
Der Košátecký potok entspringt am Rande der Daubaer Schweiz in der Stadt Mšeno in 332,7 m ü. M. Er schneidet sich in  einem bewaldeten tiefen Trockental durch die Böhmische Tafel nach Südosten und führt an den Dörfern Skramouš, Vrátno, Ostrý, Žebice, Boreč, Malé Všelisy, Velké Všelisy und Sovínky vorbei. Bei Bezno wendet sich der Bach nach Südwest und fließt über Nemyslovice, Chotětov, Sušno, Kropáčova Vrutice, Střížovice, Krpy, Košátky, Kojovice, Byšice, Liblice, Všetaty und Tišice. Gegenüber dem Unternehmen Spolana bei Neratovice mündet der Košátecký potok nach 43 Kilometern bei 159,6 m in die Elbe. Sein Einzugsgebiet beträgt 218,3 km².
Trotz seiner Länge führt der Bach im Normalfall wenig Wasser und versickert im Oberlauf teilweise. Bei Starkniederschlägen nimmt er jedoch das Wasser mehrerer aus Richtung der Daubaer Schweiz einmündender Trockentäler auf.

## Zuflüsse
- Doubravičký potok (l), Sovínky
- Hluboká stránka (r),  Nemyslovice
- Jelenický potok (r), Všetaty